# Walter Altmann (Archäologe)
Bernhard Walter Altmann (* 12. Juni 1873 in Berlin; † 24. Januar 1910 in Marburg) war ein deutscher Klassischer Archäologe.
Altmann studierte zunächst bei Ulrich von Wilamowitz-Moellendorff, Reinhard Kekulé von Stradonitz und Johannes Vahlen an der Berliner Friedrich-Wilhelms-Universität Klassische Archäologie sowie Altphilologie und ging dann an die Universität Halle. Dort wurde er 1902 bei seinem wichtigsten Lehrer Carl Robert mit der Arbeit De architectura et ornamentis sarcophagorum promoviert, die noch im selben Jahr unter dem Titel Architectur und Ornamentik der antiken Sarkophage publiziert wurde. Von 1902 bis 1906 bereiste Altmann Italien, Griechenland und Kleinasien, 1903/04 als Reisestipendiat des Deutschen Archäologischen Instituts. 1905 ernannte ihn das DAI zum korrespondierenden Mitglied.
Seit seiner Habilitation mit der Schrift Die italischen Rundbauten. Eine archäologische Studie am 26. Juni 1906 lehrte er an der Universität Marburg. Im gleichen Jahr heiratete er Anna Robert, die Tochter seines Lehrers Carl Robert. Im Sommersemester 1908 war er in Marburg zur Vertretung der Stelle des Sekretars (Direktors) am Deutschen Archäologischen Institut in Rom beurlaubt. Im Herbst 1909 erkrankte er schwer und starb zu Beginn des folgenden Jahres.

## Schriften
- De architectura et ornamentis sarcophagorum, Halle 1902 (= Dissertation)
- Architectur und Ornamentik der antiken Sarkophage, Berlin, Weidmann 1902
- Die römischen Grabaltäre der Kaiserzeit, Berlin, Weidmann 1905
- Die italischen Rundbauten. Eine archäologische Studie, Berlin, Weidmann 1906 (= Habilitationsschrift)